# Raj-Raj Band
Raj-Raj Band är en musikgrupp från Pajala, Norrbotten. Bandet bildades 1999 och spelar en egen version av folkpunk som de själva beskriver som tornedalsetno-folkpunk.  Gruppen är tvåspråkig och gör musik både på svenska och tornedalsfinska.
Bandmedlemmarna har alla vuxit upp i samma gränsbygd och fostrats i en musikmiljö som bygger på den speciella finsk-svenska musiktradition som återfinns i Tornedalen. Gruppen blandar musik med historieberättande och sketcher med betoning på självironi. Bandet spelar i huvudsak eget material men har också gjort egna tolkningar på kända svenska och finska låtar.

## Historia
Bandet startade 1999 och hade sin första spelning utanför ICA Malmen i Pajala samma år. Efter detta fick grupper förfrågningar om att spela på bröllop och fester runt om i Tornedalen. Namnet på bandet kom till efter en konsert på krogen i Pajala, bandet saknade namn och krögaren sa att de borde kalla sig för Raj-Raj Band. Gruppen köpte en turnébuss och tänkte att de kunde åka runt och spela för att få in pengar till lånet för bussen. Från början var de fyra medlemmar i bandet men man kom att utöka medlemsuppsättningen när man tog in en trumspelare och slutligen en bandmedlem som spelade dragspel.  
2003 släppte bandet sin första skiva På Gränsen och har sedan dess släppt ytterligare fyra album och en inspelad konsert på DVD. 
I maj 2019 firade bandet 20 år som band, och firade detta med en jubileumskonsert på Kulturens hus i Luleå. 

## Bandmedlemmar
- Hans Notsten - tvåradigt (ryskt) dragspel, saxofon, flöjt, munspel och sång
- Fredrik Hangasjärvi  - två- och femradigt dragspel och sång
- Rolf Digervall - piano, hammondorgel, tvättbräda, galna gubbar och sång
- Simon Wilhelmsson - trummor
- Thore Wilhelmsson - gitarr och mandolin
- Ulf Nygård - bas

## Diskografi
- 2003 - På gränsen (CD, RRB-01)
- 2003 - Tornedalsspår (CD, RRB-02)
- 2006 - I Kexiland (CD, RRB-03)
- 2009 - Galen i Tornedalen (Jubileumskonsert inspelad i Kulturens Hus, Luleå (DVD, RRB-04)
- 2012 - Pajalan Pojat (CD, RRB-05)
- 2021 - Säksan Platta! (CD, RRB-06)